# NGC 2896
NGC 2896 este o galaxie lenticulară situată în constelația Leul. A fost descoperită în 1 mai 1864 de către Heinrich Louis d'Arrest.